# Uliczny flowklor
Uliczny flowklor – debiutancki album poznańskiego rapera Ramony 23. Płytę promowały teledyski zrealizowane do utworów "Uliczny flowklor", "Czekając na cud/Płoną wersy" oraz "Nie zwalniam tempa".

## Lista utworów
Opracowano na podstawie źródła.
1. "Intro" (gościnnie DJ Soina)
2. "You hate me or you love me" (gościnnie DJ Soina)
3. "Uliczny flowklor"
4. "Od kołyski aż po grób" (gościnnie RPS, Rafi)
5. "Każdy chce" (gościnnie DJ Soina)
6. "Zawsze może być gorzej"
7. "Robię to" (gościnnie Galon, Kowall)
8. "Deszczowy kawałek"
9. "Nie zwalniam tempa" (gościnnie Shellerini, Słoń)
10. "Czekając na cud"
11. "Płoną wersy" (gościnnie donGURALesko)
12. "Lubię" (gościnnie Lont, Koni)
13. "Twarda szkoła 2" (gościnnie DJ Soina)
14. "Każdy dzień" (gościnnie Szad)
15. "Świat jest nasz"
16. "Król bez berła"
17. "Robimy rap"
18. "Noc w wielkim mieście"